# Elise von Wolfersdorff

Elise von Wolfersdorff

Elise von Wolfersdorff (* 4. März 1846 in Graudenz; † 10. April 1921 in Weimar) war eine deutsche Schriftstellerin, die auch unter dem Pseudonym Karl Berkow publizierte.

## Leben
Ihr Vater war der Justizrat Hans Otto von Wolfersdorff, ihre Mutter Therese von Hausen. Ihr Vater war mit dem Dichter Joseph von Eichendorff befreundet. Ihre Mutter starb bereits 1847. Mit einer strengen Stiefmutter gestaltete sich ihre Kindheit schwierig. Diese starb 1872 und Elise von Wolfersdorff versorgte über längere Zeit ihren kranken Vater. Am Krankenbett entstanden die ersten schriftstellerischen Arbeiten. Schließlich schrieb sie für die Deutsche Romanzeitung, was ihr ein gesichertes Einkommen verbürgte. Der Vater starb 1876 in Dresden. Die junge Schriftstellerin zog nach Berlin, später nach Bayreuth. Sie starb unverheiratet in Weimar im Alter von 75 Jahren.

## Werke
- Frauenliebe. Roman. 2 Bände. Wedekind & Schwieger, Berlin 1874.
- Die wilde Rose. Roman. 2 Bände. Wedekind & Schwiegerm Berlin 1876.
- Erstarrte Herzen. Roman. 2 Bände. Dürr, Leipzig 1877.
- An des Thrones Stufen. Roman. 3 Bände. Dürr, Leipzig 1878.
- Vae victis! Historischer Roman. 4 Bände. Dürr, Leipzig 1879.
- Fürst und Vasall. Historischer Roman. 3 Bände. Janke, Berlin 1882.
- Wintersonne. Historische Erzählung aus dem Dreißigjährigen Kriege. Janke, Berlin 1884. (Digitalisat Band 1)
- Um Seinetwillen. Roman. 3 Bände. Janke, Berlin 1884.
- Der rechte Erbe. Erzählung. Janke, Berlin 1885.
- Die Söhne Gustav Wasas. Historischer Roman. 3 Bände. Janke, Berlin 1886.
- Unter dem Kreuze. Historischer Roman. 3 Bände. Janke, Berlin 1887. (Deutsche Roman-Zeitung, 1887 Bd. 3)
- Aus dunklen Tagen. Historischer Roman. 3 Bände. Janke, Berlin 1888.
- Die Namenlosen. Roman. 3 Bände. Janke, Berlin 1889.
- Ein Vorurteil. Erzählung. Janke, Berlin 1890.
- Im Dämmerschein. Vier Erzählungen. Janke, Berlin 1890.
- Unsere Backfische. Erzählung. Janke, Berlin 1890.
- Am Hofe Lorenzos. Historischer Roman. 3 Bände. Janke, Berlin 1891.
- Die Unbegehrten. Skizze. Janke, Berlin 1891.
- Kinderaugen. Erzählung. Janke, Berlin 1892.
- Heinrich Guise. Historischer Roman. 3 Bände. Janke, Berlin 1893.
- Schwestern. Roman. 2 Teile. in 1 Band. Janke, Berlin 1894. (Deutsche Roman-Zeitung 1894 2. Band)
- Schuldlos geopfert. Historischer Roman. 3 Bände. Janke, Berlin 1896.
- Ein Vergessener; Hektor. 2 Erzählungen. Janke, Berlin 1896.
- Der Lebenslauf einer Glücklichen. Erzählung. Janke, Berlin 1896. (Digitalisat Band 2)
- Ein Kind der Strasse. Wolter, Anklam 1897.
- Kämpferinnen. Roman. 2 Teile in 1 Band. Janke Berlin 1897. (Deutsche Romanzeitung, 1897, 3 u. 4)